# مينا سيلانبا
مينا سيلانبا (Miina Sillanpää؛ يوكيوينن، 4 يونيو 1866 - هلسنكي، 3 أبريل 1952) أول وزيرة في فنلندا وشخصية رئيسية في الحركة العمالية.
ولدت مينا سيلانبا خلال سنوات المجاعة بنتاً للفلاحـَين يوهو و لينا (ني روت) ريكتغ ضمن ثمانية أخوة. بدأت حياتها المهنية بسن الثانية عشرة في مصنع فورسا للقطن ، ثم في مصنع يوكيوينن للمسمار . انتقلت في سن الثامنة عشرة إلى بورفو للعمل كمدبرة منزل و غيرت اسمها من فيلهلمينا ريكتغ إلى مينا سيلانبا . من 1900-1915 عملت كوكيل جمعية عمال المنازل. عملت سيلانبا مراقبة لمطاعم و مقاهي تعاونية إلانتو بين عامي 1916-1932 ، و سكرتيرة لرابطة المرأة العاملة بالحزب الاشتراكي الديمقراطي 1932-1936.